# Joint Army–Navy Assessment Committee
Joint Army–Navy Assessment Committee (JANAC) – połączony komitet oceny amerykańskiej armii oraz floty, który w trakcie i po zakończeniu drugiej wojny światowej badał japońskie straty w jednostkach morskich, zadane przez siły amerykańskie podczas wojny na Pacyfiku.
W styczniu 1943 roku szefowie sztabów US Army oraz US Navy powołali specjalny komitet do oceny japońskich strat w zakresie jednostek floty wojennej oraz handlowej, zadanych przez okręty podwodne, samoloty pokładowe i bazowania lądowego, miny i powstałe z innych przyczyn. JANAC starał się ustalić, kto zatopił każda japońską jednostkę o wyporności ponad 500 to lub pojemności brutto ponad 500 ton rejestrowych. Korzystał w tym zakresie z wielu źródeł: przechwytywanych i rozszyfrowywanych japońskich przekazów radiowych, raportów jeńców, przechwyconych dokumentów, wywiadu fotograficznego, raportów z akcji okrętów podwodnych i nawodnych oraz samolotów, japońskich archiwów oraz list strat stworzonych przez Japonię po zakończeniu działań wojennych. Ostateczny raport komitetu został przedstawiony w lutym 1947 roku.